# Shirley Dorismond
Pour les articles homonymes, voir Dorismond.
Shirley Dorismond, née en 1976 à Longueuil, est une infirmière et femme politique québécoise. Depuis avril 2022, elle est députée de Marie-Victorin à l'Assemblée nationale du Québec pour la Coalition avenir Québec.
De 2017 à 2021, elle est vice-présidente de la Fédération interprofessionnelle de la santé du Québec (FIQ).  

## Biographie
Née en 1976 à Longueuil, Shirley Dorismond grandit sur la Rive-Sud de Montréal. Elle est mère de deux enfants,.

### Études
Après avoir obtenu son diplôme d'études collégiales (DEC) en soins infirmiers au Cégep de Saint-Laurent, elle étudie à l'Université d'Ottawa où elle complète un baccalauréat en sciences infirmières qui sera suivi par une spécialisation en gérontologie avec un certificat universitaire de l'Université de Montréal.

### Carrière professionnelle
Shirley Dorismond travaille ensuite comme infirmière et devient en 2017 vice-présidente de la Fédération interprofessionnelle de la santé du Québec (FIQ), poste qu'elle occupera jusqu'en 2021. En octobre 2021, dans une lettre signée avec la présidente de la FIQ, elle accuse le premier ministre François Legault d'être « complice d'une violence organisationnelle » subie par les infirmières et « responsable de l’exode de l’expertise des professionnelles en soins » de santé.

### Carrière politique
À la suite de la démission de la députée Catherine Fournier, élue mairesse de Longueuil lors des élections municipales de novembre 2021, une élection partielle est prévue dans Marie-Victorin. Shirley Dorismond est présentée par la Coalition avenir Québec le 30 janvier 2022, qui insiste sur son parcours dans la santé dans un contexte de crise sanitaire liée à la Covid-19. Les médias relèvent des différences importantes entre la candidate, qui défend le concept de racisme systémique, et le gouvernement mais les deux parties assument cette divergence.
Après une campagne de deux mois, l'élection partielle se tient le 11 avril 2022 et elle est élue députée de Marie-Victorin à l'Assemblée nationale du Québec avec 34,95 % des suffrages.
Elle est l'adjointe parlementaire du ministre responsable des Services sociaux, Lionel Carmant, depuis le 7 décembre 2022.

## Résultats électoraux
|                                                                                               | Nom                        | Parti              | Nombre de voix | %      | Maj.  |
| --------------------------------------------------------------------------------------------- | -------------------------- | ------------------ | -------------- | ------ | ----- |
|                                                                                               | Shirley Dorismond          | Coalition avenir   | 9 212          | 33,1 % | 2 299 |
|                                                                                               | Pierre Nantel              | Parti québécois    | 6 913          | 24,8 % | -     |
|                                                                                               | Shophika Vaithyanathasarma | Québec solidaire   | 6 307          | 22,7 % | -     |
|                                                                                               | Lyes Chekal                | Libéral            | 2 793          | 10 %   | -     |
|                                                                                               | Lara Stillo                | Conservateur       | 1 952          | 7 %    | -     |
|                                                                                               | Vincent Aquin-Belleau      | Vert               | 308            | 1,1 %  | -     |
|                                                                                               | Martine Ouellet            | Climat Québec      | 260            | 0,9 %  | -     |
|                                                                                               | Pierre Chénier             | Marxiste-léniniste | 48             | 0,2 %  | -     |
|                                                                                               | Florent Portron            | Équipe autonomiste | 27             | 0,1 %  | -     |
| Total                                                                                         | Total                      | Total              | 27 820         | 100 %  |       |
| Le taux de participation lors de l'élection était de 61,6 % et 418 bulletins ont été rejetés. |                            |                    |                |        |       |

|                                                                                               | Nom                        | Parti                               | Nombre de voix | %      | Maj. |
| --------------------------------------------------------------------------------------------- | -------------------------- | ----------------------------------- | -------------- | ------ | ---- |
|                                                                                               | Shirley Dorismond          | Coalition avenir                    | 5 697          | 35 %   | 797  |
|                                                                                               | Pierre Nantel              | Parti québécois                     | 4 900          | 30,1 % | -    |
|                                                                                               | Shophika Vaithyanathasarma | Québec solidaire                    | 2 316          | 14,2 % | -    |
|                                                                                               | Anne Casabonne             | Conservateur                        | 1 696          | 10,4 % | -    |
|                                                                                               | Émilie Nollet              | Libéral                             | 1 130          | 6,9 %  | -    |
|                                                                                               | Martine Ouellet            | Climat Québec                       | 310            | 1,9 %  | -    |
|                                                                                               | Alex Tyrrell               | Vert                                | 142            | 0,9 %  | -    |
|                                                                                               | Shawn Lalande McLean       | Accès propriété                     | 42             | 0,3 %  | -    |
|                                                                                               | Michel Blondin             | Parti pour l'indépendance du Québec | 21             | 0,1 %  | -    |
|                                                                                               | Michel Lebrun              | Union nationale                     | 17             | 0,1 %  | -    |
|                                                                                               | Philippe Tessier           | Indépendant                         | 17             | 0,1 %  | -    |
|                                                                                               | Florent Portron            | Équipe autonomiste                  | 11             | 0,1 %  | -    |
| Total                                                                                         | Total                      | Total                               | 16 299         | 100 %  |      |
| Le taux de participation lors de l'élection était de 36,1 % et 188 bulletins ont été rejetés. |                            |                                     |                |        |      |